# Patxi Rípodas Oroz
Patxi Rípodas Oroz   (Pamplona, 13 de setembre de 1960) és un exfutbolista i entrenador navarrès, que ocupava la posició de migcampista.

## Trajectòria
Rípodas va començar a destacar al CA Osasuna. A la temporada 79/80 hi ascendeix a primera divisió amb els navarresos, tot aportant un gol en 22 partits. Ja a la màxima categoria, va romandre dues temporades en blanc, fins a la seua consolidació a la 82/83. A partir d'eixe moment va ser fix a l'onze inicial osasunista, jugant també competicions europees. En total, va sumar 210 partits i 28 gols amb els de Pamplona a la màxima categoria.
L'estiu de 1989 fitxa per l'Athletic Club. A San Mamés hi perd la titularitat, encara que entre 1989 i 1991 encara gaudiria de força minuts sobre el camp. Entre 1991 fins a la seua retirada a 1993 tot just va aparèixer en 21 partits.
Després de penjar les botes, ha exercit d'entrenador al planter de l'Athletic a Lezama, al segon filial (Baskonia), segon entrenador a l'Athletic Club i SD Eibar o als equips navarresos de l'Amigó i el Peña Sport de Tafalla.